# 甲南大学体育会馬術部
甲南大学体育会馬術部（こうなんだいがくたいいくかいばじゅつぶ、Konan University Equestrian Team）は、甲南大学体育会に所属する馬術チームである。
兵庫県神戸市須磨区東白川台にある白川台キャンパスに厩舎と馬場を置く。関西学生馬術連盟、全日本学生馬術連盟、日本馬術連盟に所属する。

## 概要

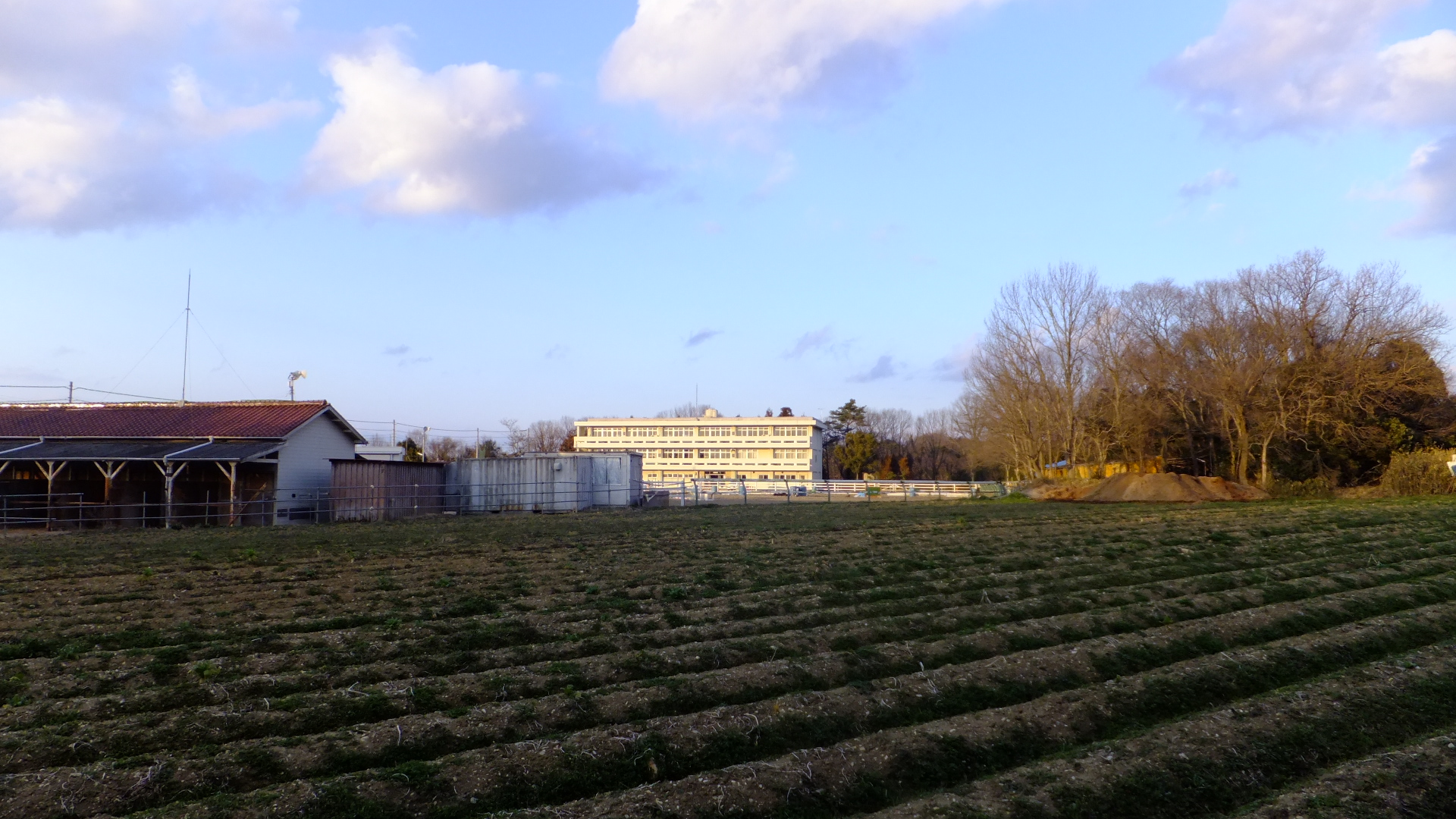
旧広野グラウンド

甲南大学創立の翌年に創部されたクラブの1つ。活動拠点は兵庫県神戸市須磨区東白川台の白川台キャンパス。

## 沿革
- 1952年（昭和27年）金鈴会乗馬クラブ団体会員として活動開始
- 1953年（昭和28年）神戸乗馬倶楽部に移転
- 1954年（昭和29年）大学西門横に厩舎完成
- 1956年（昭和31年）布引乗馬クラブに移転
- 1957年（昭和32年）大学グラウンド東南角に移転
- 1960年（昭和35年）御影の木原邸馬場に移転
- 1968年（昭和43年）広野グラウンドへ移転
- 2000年（平成12年）広野グラウンド厩舎改修
- 2003年（平成15年）甲南大学馬術部後援会(仮称)発足、新システム導入へ
- 2004年（平成16年）後援会名称を「Konan Equestrian Booster Network」(略称KEBN：ケブン)に変更
- 2008年（平成20年）関西学生総合馬術大会で1年生が、総合馬術個人の部で優勝、同大会での大学初優勝であった[2]。
- 2011年（平成23年）関西学生総合馬術大会で団体3位入賞[3]
- 2012年（平成24年）関西学生総合馬術大会で2年生が、総合馬術個人の部で優勝[4]
- 2013年（平成25年）関西学生総合馬術大会で3年生が、総合馬術個人の部で連覇
- 2014年（平成26年）火災で厩舎が全焼
- 2017年（平成29年）白川台キャンパスに移転[5]

## 活動内容
乗馬トレーニング、馬術競技会への参加、部の運営管理が主な活動内容。

### 活動理念
部活動を通じて全ての部員が、社会に通用する紳士淑女となることを目指します。

### 定期戦
毎年8月～9月の夏季休暇期間に、学習院大学と定期戦を行っている。